# Object 907 (Char moyen)
Pour les articles homonymes, voir Object 907.
L'Object 907 est un projet de char moyen de l'Union soviétique, qui devait être successeur du T-54 mais tout en continuant de le moderniser.

## Histoire et conception
En 1944, a commencé le projet A-22, renommé en T-22, projet d'un char moyen très performant, un prototype fut fabriqué en 1949 à l'usine d'Izhorskie (Izhora) de Saint-Pétersbourg. Le projet fut abandonné en faveur des projets Object 726/279. Ce projet a néanmoins beaucoup contribué à la création de l'Object 907.
Le 20 mai 1952, une réunion implique le directorat des usines de blindés et le maréchal des forces blindées, Semion Bogdanov au ministère de l'ingénierie et des transports. Réunion qui a porté sur le développement de nouveaux types de chars,  plus puissants, une protection du blindage renforcée et des performances dynamiques et opérationnelles élevées sans pour autant une masse au combat supérieure au T-54.
En juin de la même année, les exigences techniques et tactiques du nouveau char moyen furent décidées. Les exigences ainsi conclues sont très largement supérieures au T-54, qui sont les suivantes :
1. Une masse au combat maximale de 36 tonnes.
2. Une longueur inférieure à 3300 mm, ainsi qu'un profil plus bas que celui du T-54.
3. Un blindage accru de 20 à 30% par rapport au T-54.
4. Une vitesse sur route supérieure à 55 km/h et sur terrain accidenté de 35 à 40 km/h.
5. Une puissance massique de 20 ch/t au minimum.
6. Une autonomie de minimum 350 km.
7. Une pente surmontée d'au moins 40°.

En vue des exigences fixées, il a été décidé d'une étude préliminaire commandée aux Usines N°75, 174, 183 et VNII-100.
Une fois l'étude préliminaire terminée d'un avis positif, il a été demandé en 1954 à l'usine VNIITransmash de produire un prototype, prototype livré en 1956 dans un état de test, sans canon, moteur, chenilles, uniquement à des fins de tests balistiques pour évaluer les performances et capacités de survie du blindé. Ils démontrèrent une bien meilleure capacité de survie -due au blindage-, de près de 30% supplémentaires qu'au T-54. Cependant, le projet fut abandonné en raison de la trop grande complexité de fabrication et de la mise en production en masse du T-54, bien moins coûteux et plus simple à réaliser.

## Descriptions techniques

### Caisse et tourelle
Étant donné les formes de la caisse et de la tourelle, elles sont toutes les deux construites en acier moulé. Les formes arrondies offraient un meilleur blindage. De 55 à 162 mm de 50 à 110° pour l'avant de la caisse. 40 à 124 mm à 60° pour les flancs de la caisse. Les planchers de 16 à 30 mm et l'arrière 45 mm à 10°. La tourelle est blindée de 46 à 288 mm de 30 à 60°.

### Armement
L'Object 907 devait d'abord disposer du canon de 100 mm D-54TS comme beaucoup de chars moyens soviétiques de cette époque. Il fut conclu d'installer un canon de 100 mm D-10T ou un M-62 de 122 mm. Le char pouvait contenir 40 obus de 100 mm. 
En armement secondaire, il disposait d'une mitrailleuse KPVT de 14.5 mm placée en DPA et de deux mitrailleuses SGMT de 7.62 mm placées en coaxial. Le nombre de cartouches embarquées était de 500 pour la KPVT et 3000 pour les SGMT.

### Équipement interne
L'Object 907 disposait en équipement interne, d'une radio RTU de taille comparable d'une radio 10PT-12.
Sur les optiques pouvait être installé un viseur Ts-30. Le périscope du commandant était stabilisé, et pouvait avoir un viseur télémétrique. Le tireur était également pourvu d'un viseur télémétrique.  

### Mobilité

#### Moteur
L'Object 907 devait disposer du moteur V-12-5 du fabricant ChTZ, aussi présent sur l'Object 268. Sa puissance étant de 700 ch équivalent à 515 kW, ce qui lui aurait permit une puissance massique de près de 20 ch/t et une vitesse de 50 km/h sur route, 35 km/h sur terrain accidenté sec ainsi que le franchissement d'une pente d'environ 30°. 

#### Suspension
Il devait être équipé d'une suspension à barres de torsion avec des amortisseurs hydrauliques sur tous les galets. La suspension est composée -de chaque côté- de 6 galets porteurs, dont un supplémentaire  à l'avant de la suspension en support du même diamètre, 3 galets de support, et la roue dentée motrice.

## Exemplaire existant
Les prototypes n'ont sûrement pas été conservés pour cause : non terminés et endommagés par des tirs.

## Culture populaire/ jeux vidéo
L'Object 907 est présent dans le jeu World of Tanks comme char de récompense d'événements compétitifs. 